# Fred Vatter
Fred Vatter (* 1915 in Schönlinde, Königreich Böhmen; † 23. November 2004 in Garmisch-Partenkirchen) war ein deutscher Unternehmer.

## Leben
Das von seinen Vorfahren bereits 1882 in Schönlinde/Böhmen gegründete Textilunternehmen, das bis in den Nahen Osten Handelsbeziehungen unterhielt und zu dessen Kundinnen auch die österreichische Kaiserin Elisabeth von Österreich-Ungarn gehörte, wurde nach dem Ende des Zweiten Weltkriegs enteignet.

### Unternehmer
Fred Vatter gründete bei Schongau südlich von München die Feinstrumpfmanufaktur Josef Heinrich Vatter Nachfolger. Mit zwei Maschinen zur Fertigung von Trikotagen und einigen früheren Mitarbeitern der Firma begann er mit der Fabrikation von Feinstrümpfen.
Vatter baute das Unternehmen zum Marktführer aus. Zusammen mit einem Jugendfreund aus Schönlinde, Dr. Otto Palme, gründete er 1950 die Firma Bellinda. Der Name Bellinda entstand durch Latinisierung seines Geburtsortes Schönlinde.
Die Bellinda-Feinstrumpfmanufakturen waren/sind ein bedeutendes Unternehmen im bayerischen Landkreis Weilheim-Schongau mit sechs Produktionswerken und mehreren Tausend Beschäftigten.
Fred Vatter engagierte sich über zwei Jahrzehnte lang auch als Mitglied des Präsidiums des Gesamtverbandes der deutschen Maschenindustrie auf Verbandsebene.
1982 erweiterte Fred Vatter sein Unternehmen durch Zukauf der Firma BI, 1988 der Firma Schulte & Dieckhoff (mit den Marken NUR DIE und OPAL). 1989 kam die Firma ELBEO (Oberlungwitz) dazu. Vatter war Aufsichtsratsvorsitzender der Fred Vatter Holding.
1992 kehrte die Vatter Holding in die Tschechoslowakei zurück und baute die Tricotbest s.r.o. auf; diese wurde 2002 in Sara Lee Apparel ČR, s.r.o. und 2006 in Bellinda Česká republika, s.r.o. umbenannt. Ab 2005 gehörte Bellinda Česká republika zur französischen Gruppe DBApparel (DBA), die bis zur Übernahme durch Sun Capital Partners im Februar 2006 eine Tochtergesellschaft von Sara Lee war. Ende 2014 übernahm der US-amerikanische Konzern Hanesbrands, früher ebenfalls eine Tochtergesellschaft von Sara Lee, Bellinda Česká republika von Sun Capital Partners.

### Ehrungen
Der Unternehmer Fred Vatter wurde auf Grund seines Einsatzes für die deutsche Wirtschaft und seiner ehrenamtlichen Tätigkeit im Präsidium des Gesamtverbandes der deutschen Maschenindustrie 1987 von Bundespräsident Richard von Weizsäcker mit dem Bundesverdienstkreuz 1. Klasse ausgezeichnet.